# اشتاده
اشتاده (به آلمانی: اشتدته) یا شهر هانسزایی اشتاده، شهر در نیدرزاکسن در شمال آلمان است.

## نگارخانه

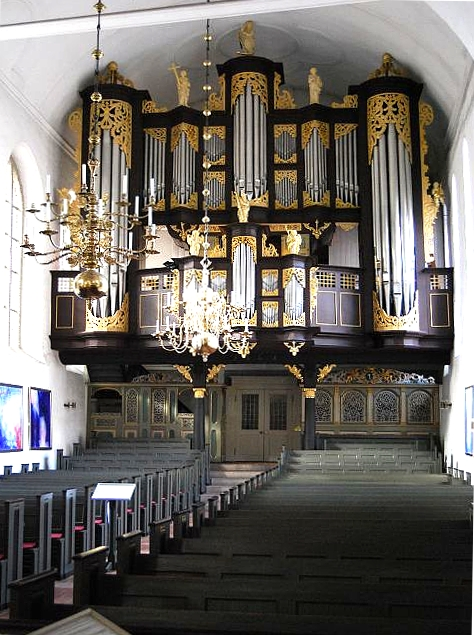
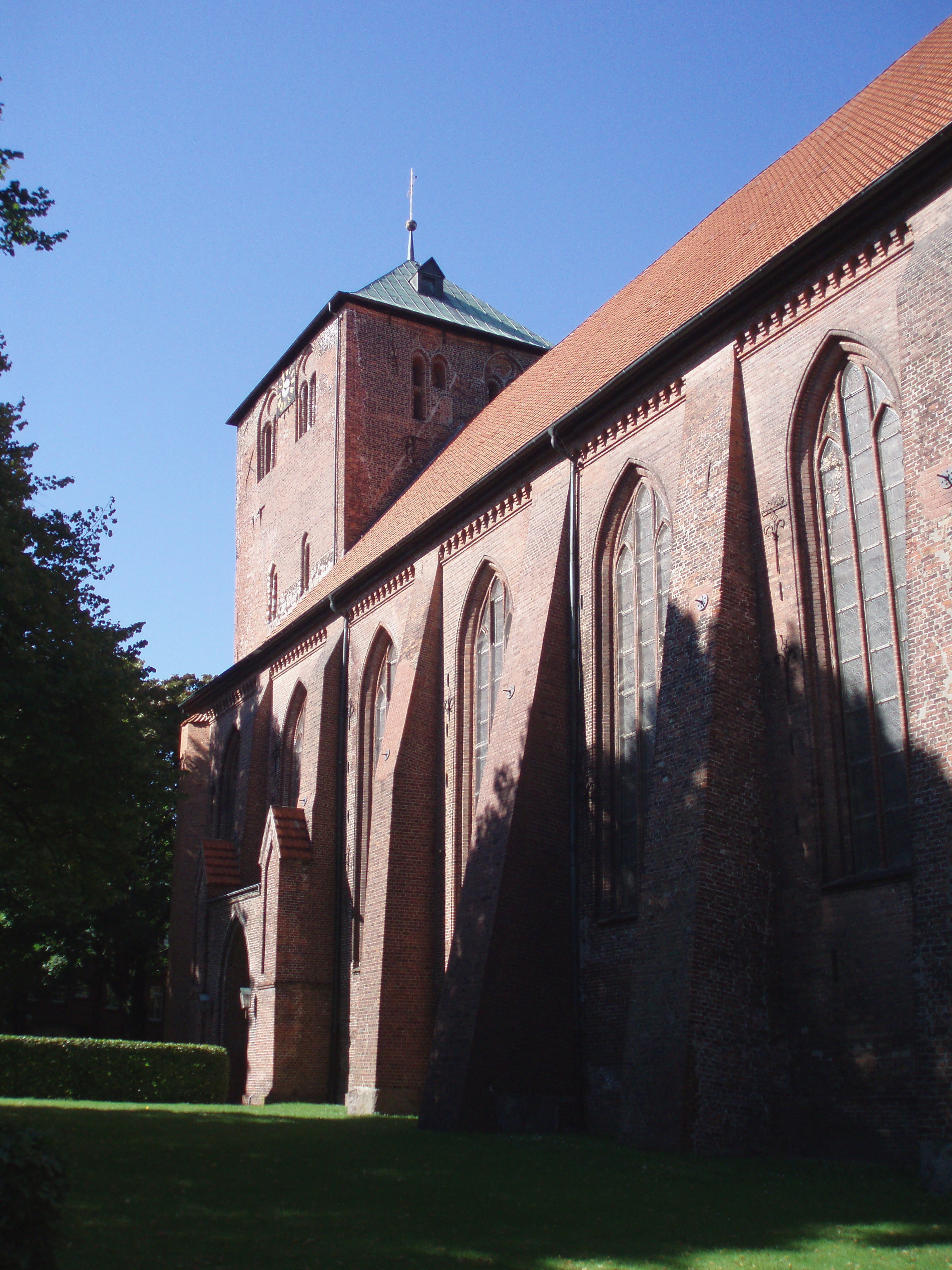
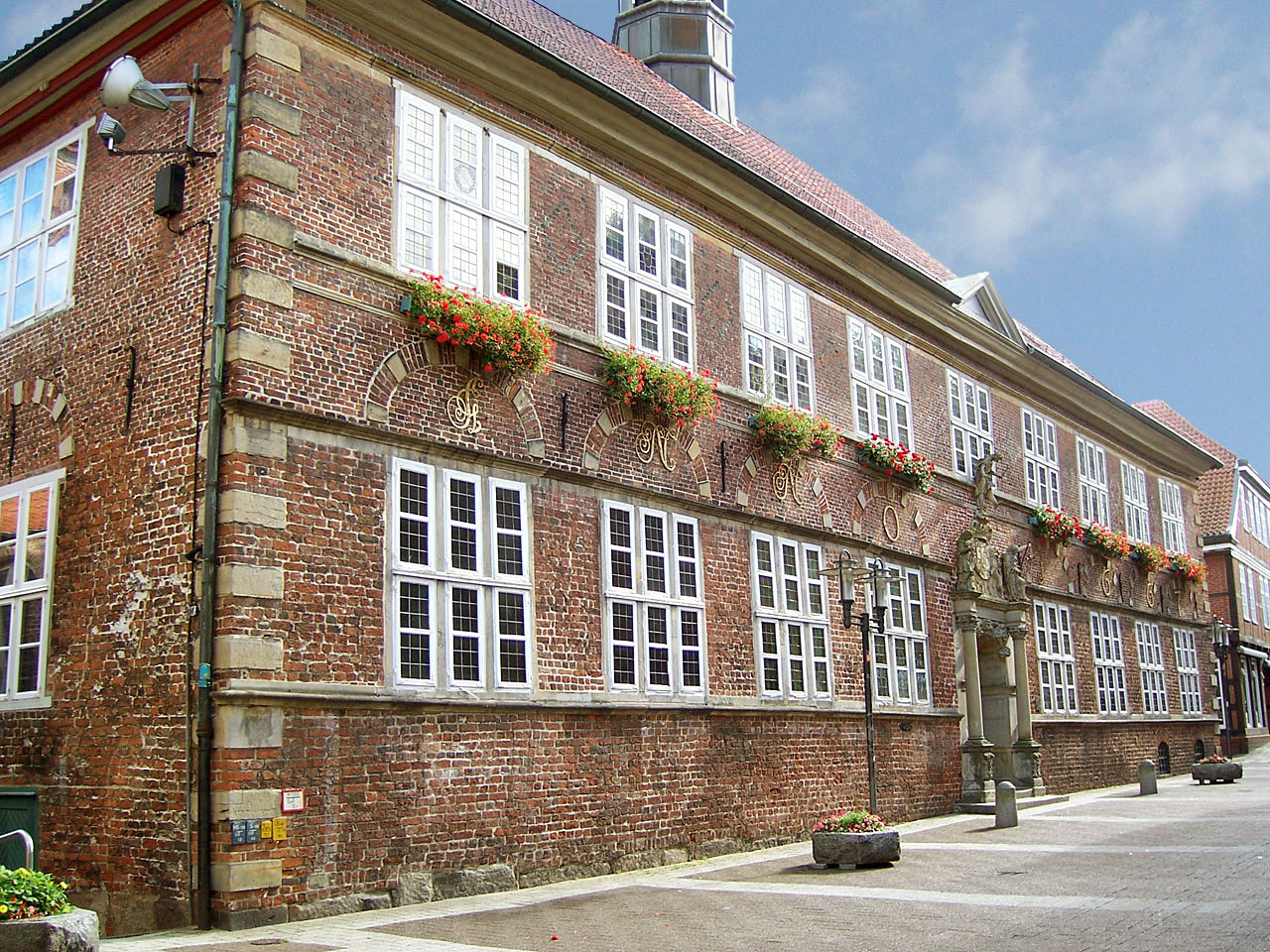
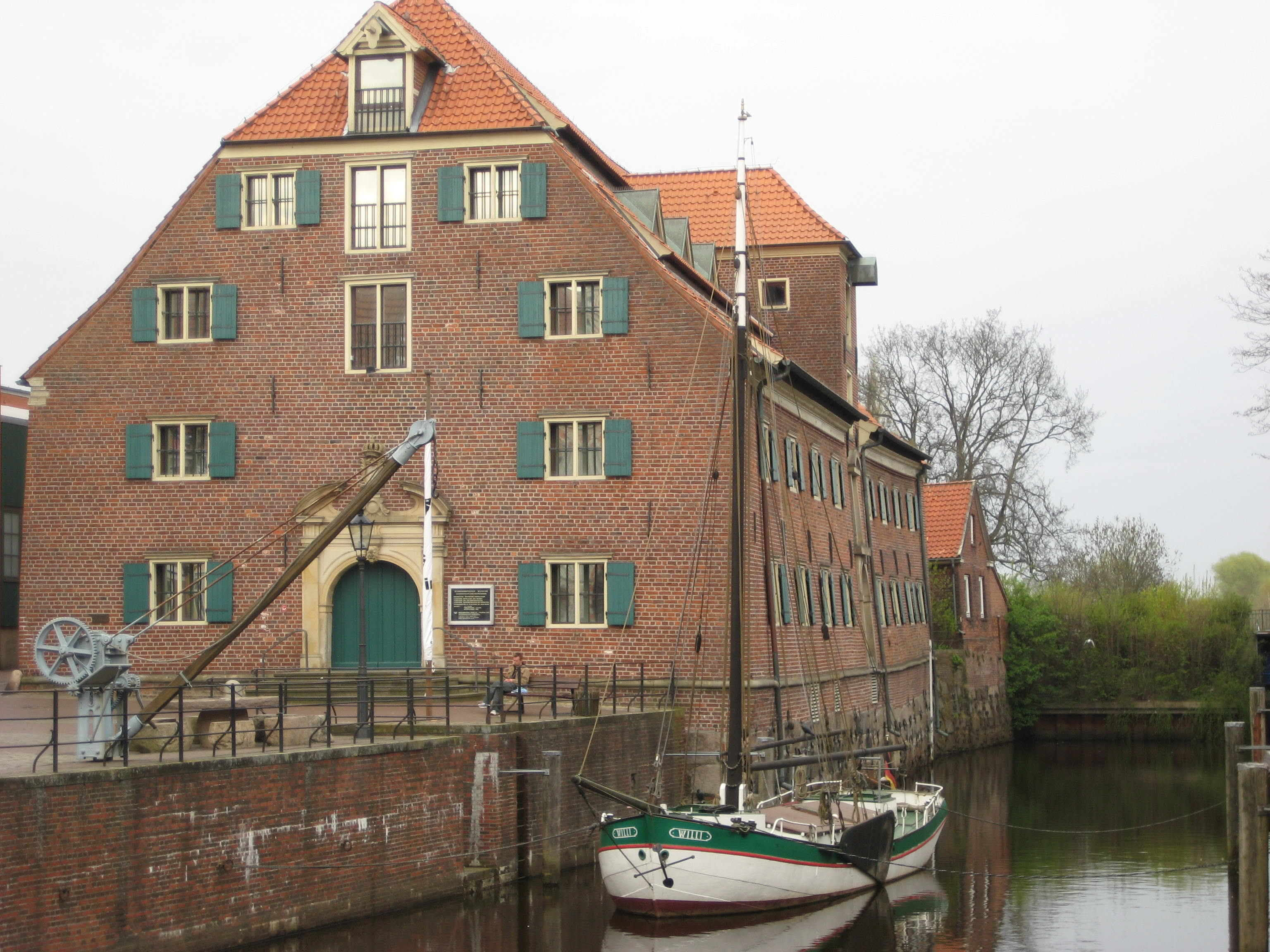
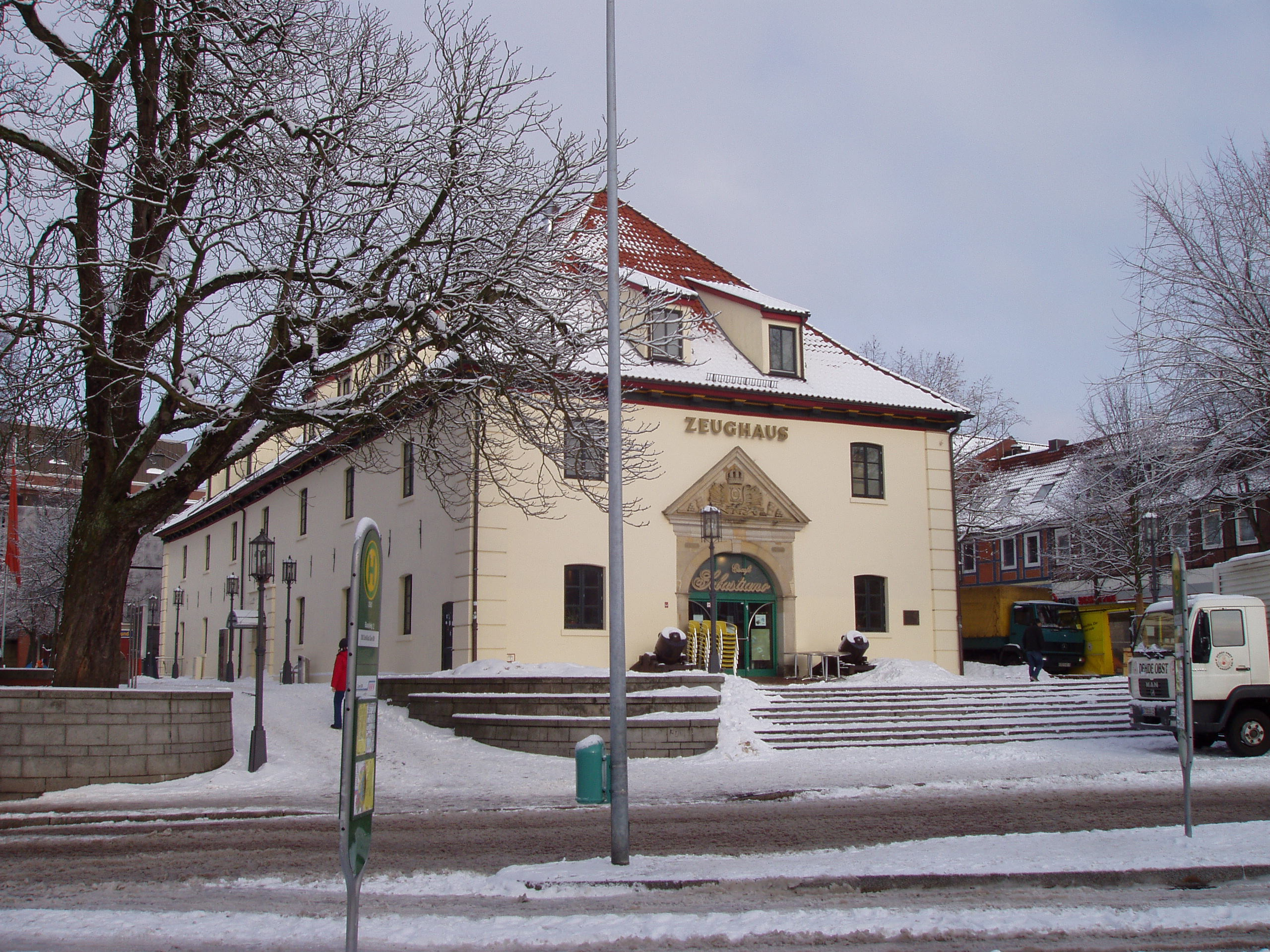
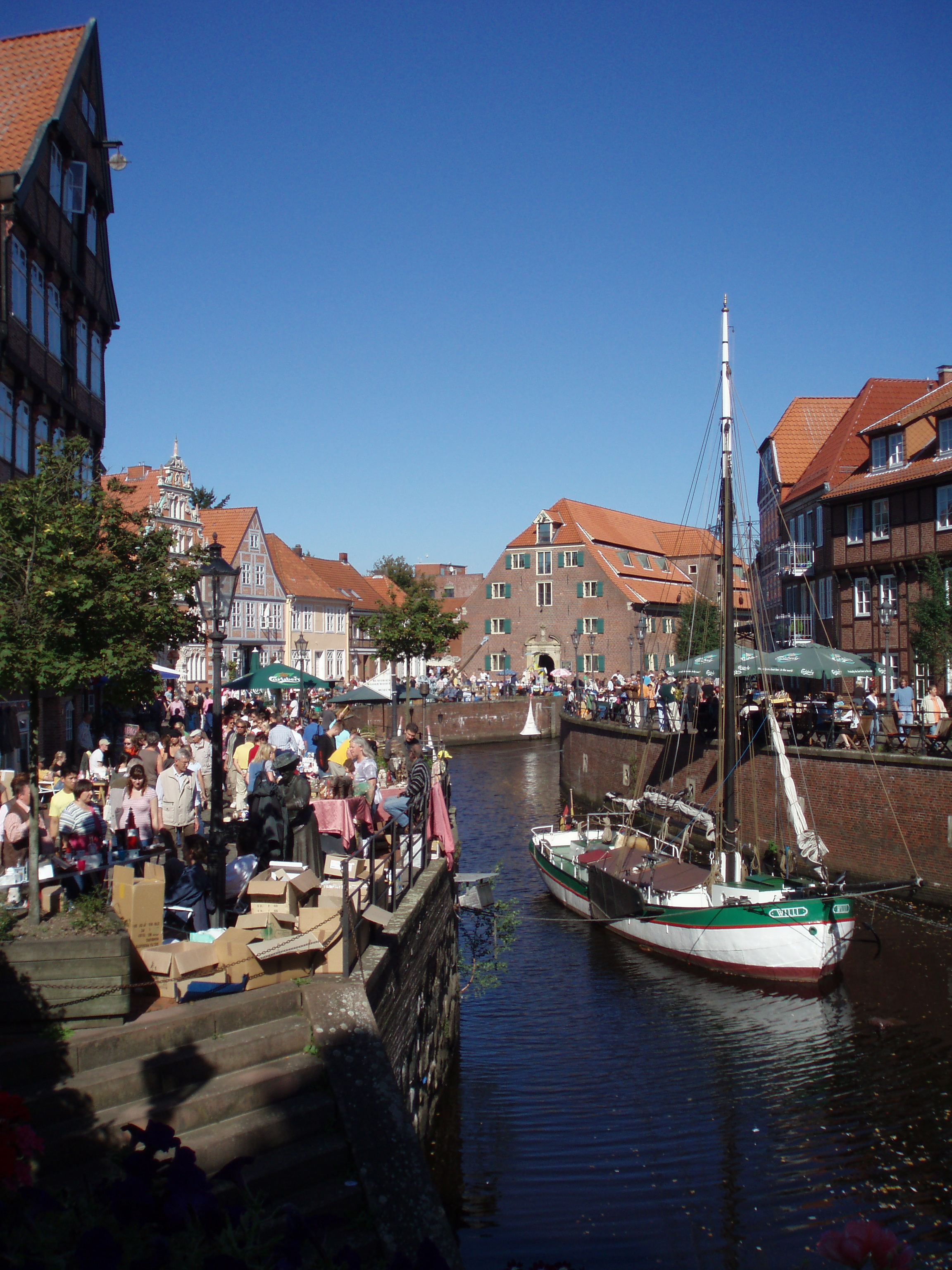
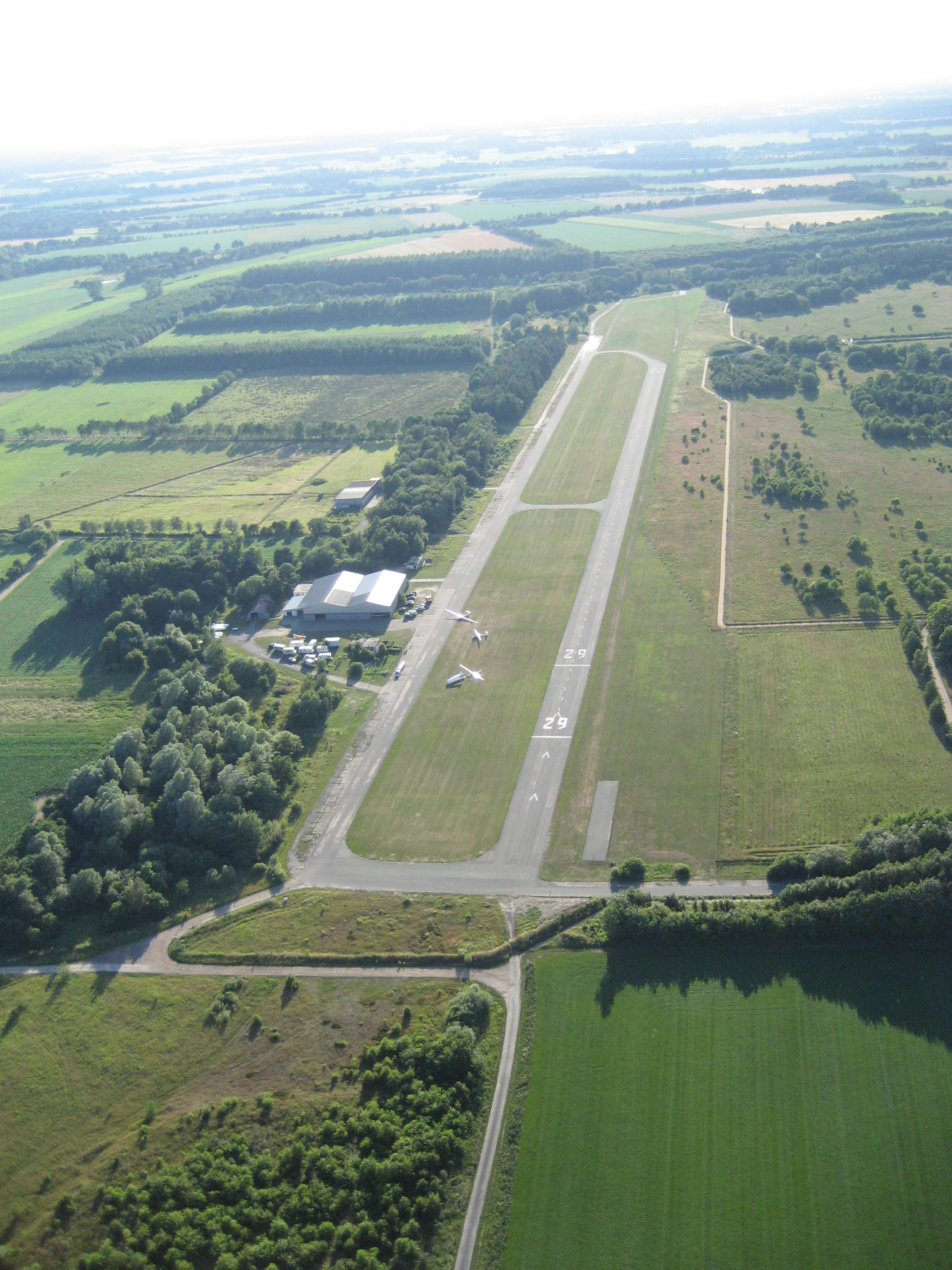
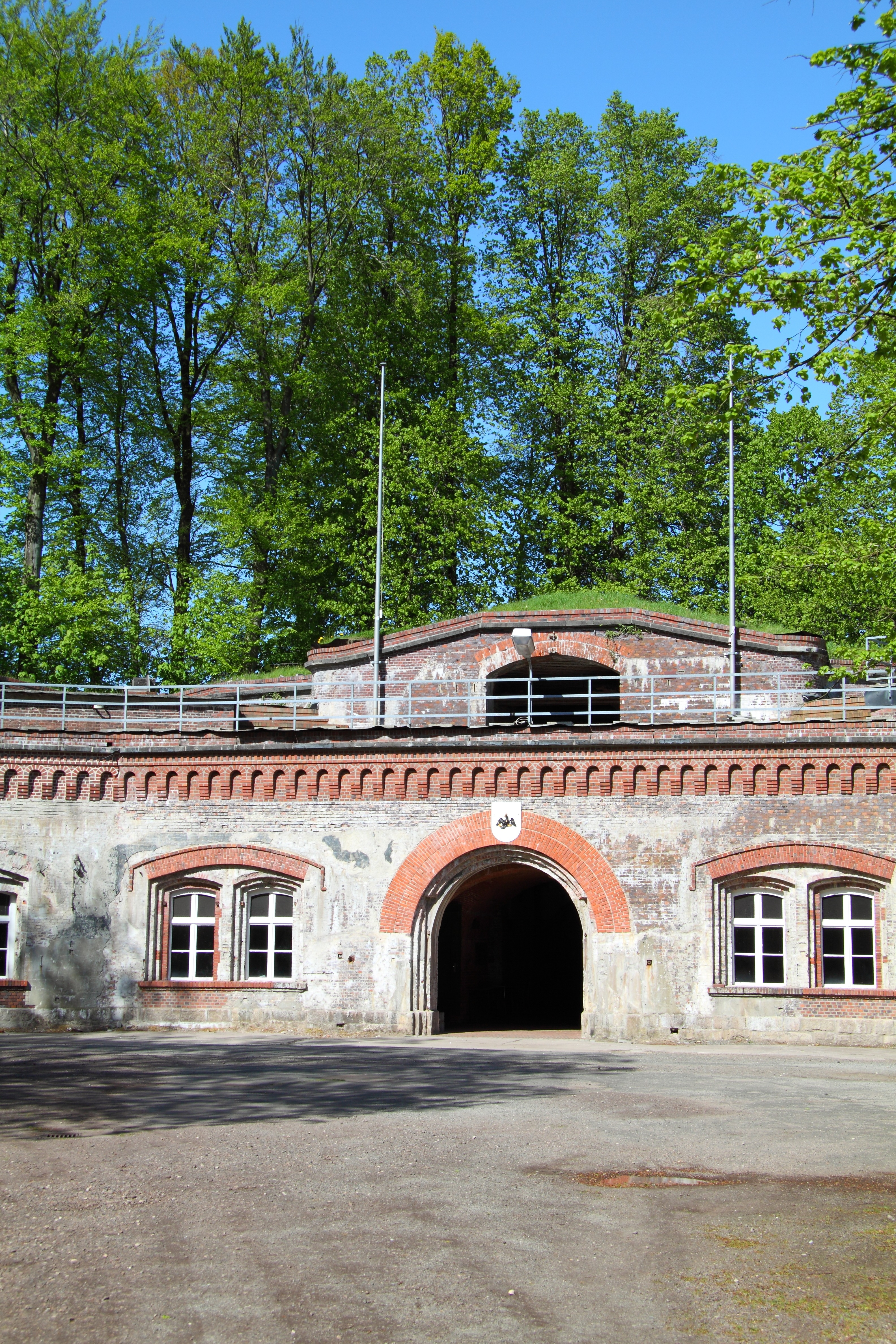
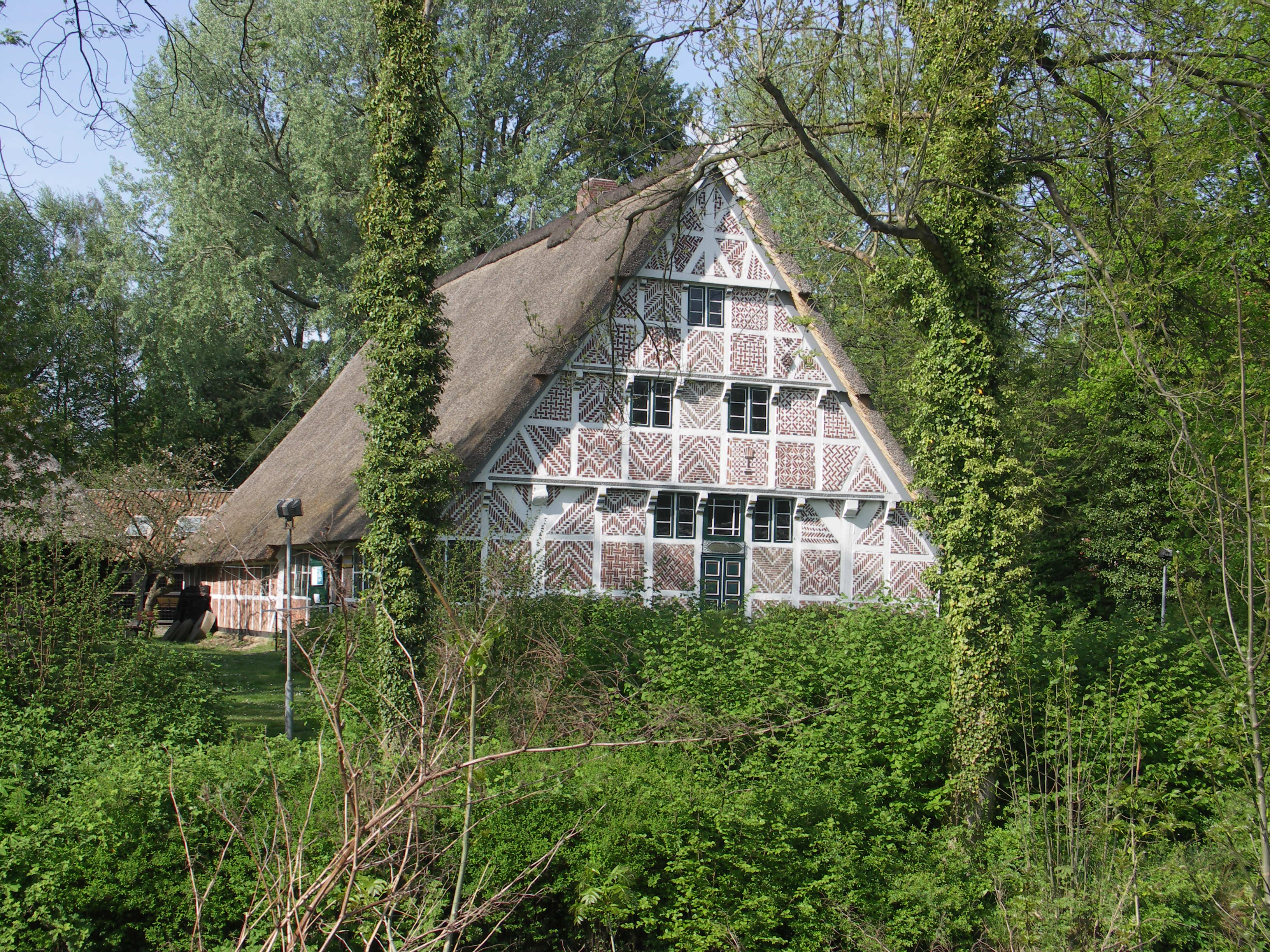
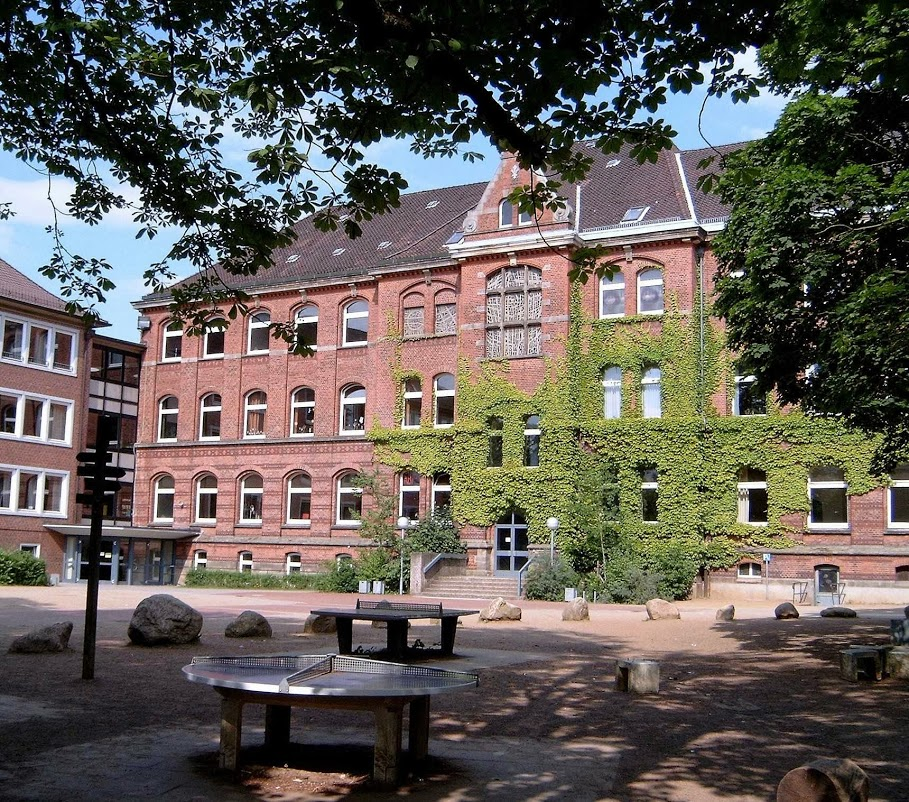